# Teufelsklinge (Aich)
Die Teufelsklinge ist ein flächenhaftes Naturdenkmal und ein Geotop auf dem Gebiet der baden-württembergischen Stadt Nürtingen im Landkreis Esslingen.

## Kenndaten
Das Naturdenkmal wurde am 20. Februar 1995 unter Schutz gestellt. Ebenfalls unter dem Namen Teufelsklinge ist das Naturdenkmal vom Landesamt für Geologie, Rohstoffe und Bergbau (LGRB) als Geotop geschützt worden. Die Teufelsklinge gehört naturräumlich zu den Fildern im Schwäbischen Keuper-Lias-Land.

## Lage und Beschreibung
Das Naturdenkmal liegt östlich des Nürtinger Stadtteils Hardt.
Die Teufelsklinge ist ein teilweise tief eingeschnittenes Bachtal. Der es südwärts durchfließende Bach entspringt auf etwa 365 m ü. NHN am Beginn des Klingenwaldes oben am Südhang der Oberensinger Höhe und mündet nach 0,7 km langem Lauf auf etwa 282 m ü. NHN von links in die Aich, sein Einzugsgebiet ist ca. 0,8 km² groß. Der Bach ist bis zu zwei Metern breit und hat keinen dauerhaften Durchfluss.
In der Klinge treten Sandsteinbänder offen zu Tage. Die Schichten von Stubensandstein bis zu Rhätsandstein sind deutlich sichtbar. Dazwischen finden sich andere Ablagerungen des Keupers wie z. B. Knollenmergel und Tonstein.

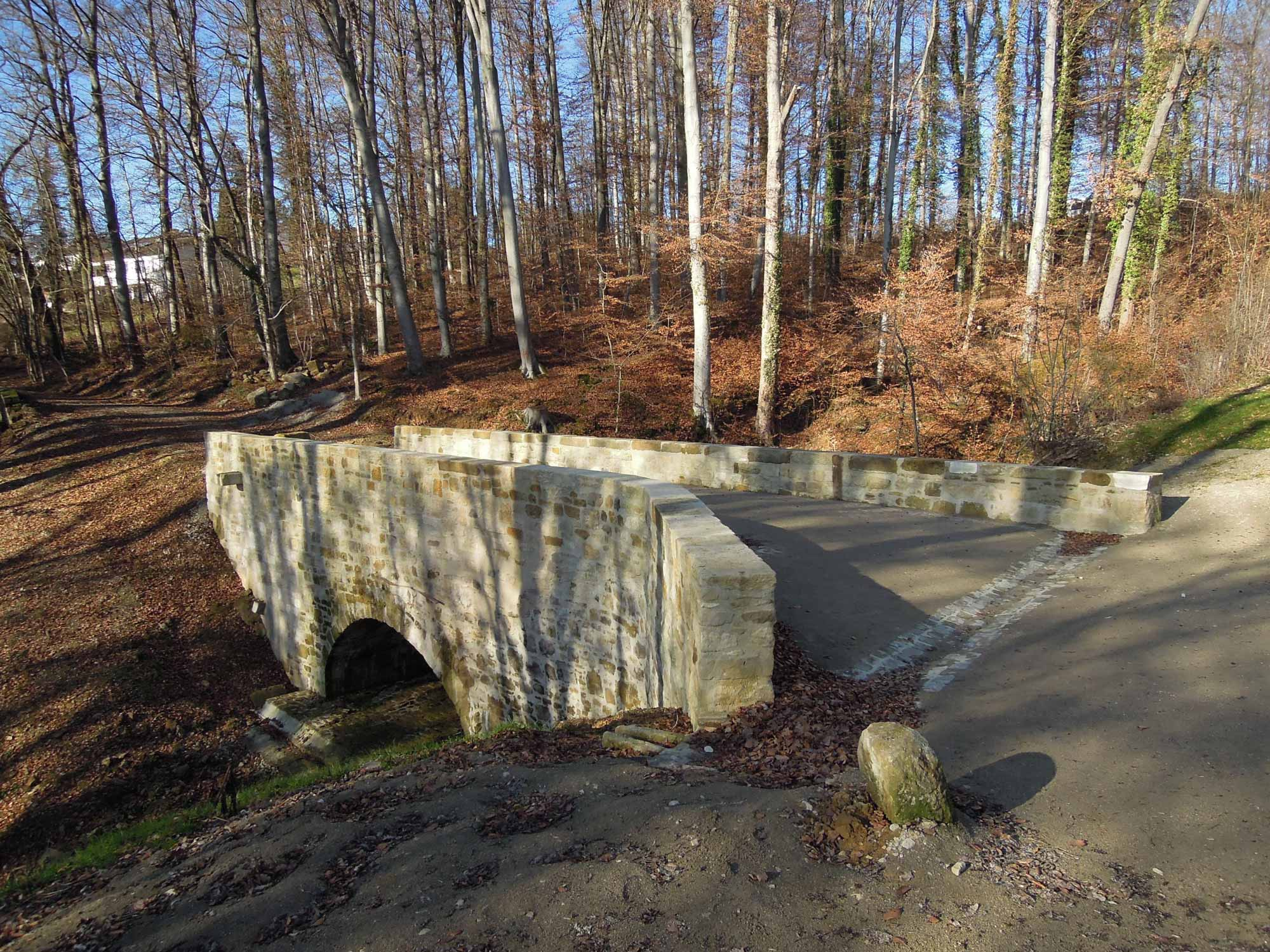
Teufelsbrücke

Die Teufelsklinge wird überspannt von der Teufelsbrücke, einer 1497 erstmals urkundlich erwähnten Bogenbrücke, heute ein Kulturdenkmal. Über diese Brücke führte ein wichtiger Verkehrsweg von der Festung Hohenneuffen nach Stuttgart. Etwas unterhalb der Brücke stürzt der Bach an einem zweieinhalb Meter hohen Wasserfall über Rhätsandsteinfelsen, an denen er Kalksinter abgelagert hat.